# Franz Pototschnig
Franz Pototschnig (* 10. Oktober 1926 in Matschach; † 24. Juni 2007) war ein österreichischer Kirchenrechtler.

## Leben
Nach der Promotion 1964 zum Dr. iur. in Wien wurde er dort 1974 Universitätsdozent und lehrte ab 1979 als ordentlicher Professor für Kirchenrecht der Rechtswissenschaftlichen Fakultät der Universität Salzburg.
Er war Mitglied der katholischen Studentenverbindungen K.Ö.L. Maximiliana Wien und K.Ö.L. Austria Salzburg.

## Schriften (Auswahl)
- Staatlich-kirchliche Ehegesetzgebung im 19. Jahrhundert Instructio Austriaca. Problematik – Auswirkungen – Gegenwartsbedeutung einer österreichischen Rechtsform. Wien 1974, OCLC 1955568.
- als Herausgeber mit Alfred Rinnerthaler: Im Dienst von Kirche und Staat. In memoriam Carl Holböck. Wien 1985, ISBN 3-85369-615-5.
- als Herausgeber mit Peter Putzer und Alfred Rinnerthaler: Semitismus und Antisemitismus in Österreich. Ein Unterrichtsversuch. München 1993, ISBN 3-925845-07-0.
- als Herausgeber mit Peter Putzer und Alfred Rinnerthaler: Vom Glaubenszwang zur Religionsfreiheit. Ein Unterrichtsversuch. München 1993, ISBN 3-925845-21-6.